# Klarobelia
Klarobelia Chatrou – rodzaj roślin z rodziny flaszowcowatych (Annonaceae Juss.). Według The Plant List w obrębie tego rodzaju znajduje się 12 gatunków. Występuje naturalnie w klimacie tropikalnym obu Ameryk. Gatunkiem typowym jest K. candida Chatrou. 

## Morfologia
PokrójZimozielone drzewa.
LiścieNaprzemianległe, pojedyncze. Blaszka liściowa jest całobrzega.
KwiatyPromieniste, obupłciowe lub jednopłciowe, pojedyncze lub zebrane w pęczki, rozwijają się w kątach pędów lub bezpośrednio na pniach i gałęziach (kaulifloria).
OwocePojedyncze, zebrane w owoc zbiorowy.

## Systematyka
Pozycja według APweb (aktualizowany system APG III z 2009)
Rodzaj wraz z całą rodziną flaszowcowatych w ramach rzędu magnoliowców wchodzi w skład jednej ze starszych linii rozwojowych okrytonasiennych określanych jako klad magnoliowych.
Lista gatunków
| - Klarobelia anomala (R.E. Fr.) Chatrou - Klarobelia candida Chatrou - Klarobelia cauliflora Chatrou - Klarobelia inundata Chatrou - Klarobelia lucida (Diels) Chatrou - Klarobelia megalocarpa Chatrou | - Klarobelia napoensis Chatrou - Klarobelia pandoensis Chatrou - Klarobelia peruviana (R.E. Fr.) Chatrou - Klarobelia pumila Chatrou - Klarobelia stipitata Chatrou - Klarobelia subglobosa Chatrou |